# پیرتکیه سید ابوصالح
پیرتکیه سید ابوصالح مربوط به دوره قاجار است و در شهرستان قائم شهر، بخش مرکزی، روستای سید ابوصالح واقع شده و این اثر در تاریخ ۱۰ بهمن ۱۳۸۳ با شمارهٔ ثبت ۱۱۳۳۸ به‌عنوان یکی از آثار ملی ایران به ثبت رسیده است.